# Ксеркс Вірменський
Ксеркс Вірменський (вірм. Շավարշ) (? -212 до н. е.) — п'ятий за ліком цар вірменського царства Софени й Коммагени.

## Біографія
Ксеркс народився та жив у III столітті до н. е.. 228 року до н. е. замінив свого батька Аршама на престолі.
Прийшовши до влади, Ксеркс відмовився сплачувати данину до скарбниці Селевкідів. У відповідь на це Антіох III узяв в облогу столицю Софени Аршамашат. В результаті перемовин конфлікт було врегульовано, Антіох, видавши за повсталого вірменського царя свою сестру Антіохіду, пробачив тому борг, а Ксеркс, у свою чергу, визнав владу Селевкідів.
Однак за якийсь час Антіохіда убила свого чоловіка Ксеркса та приєднала Софенське царство до володінь свого брата.